# Puchar Pięciu Narodów 1925
Puchar Pięciu Narodów 1925 – jedenasta edycja Pucharu Pięciu Narodów, corocznego turnieju w rugby union rozgrywanego pomiędzy pięcioma najlepszymi zespołami narodowymi półkuli północnej, która odbyła się pomiędzy 1 stycznia a 13 kwietnia 1925 roku. Wliczając turnieje w poprzedniej formie, od czasów Home Nations Championship, była to trzydziesta ósma edycja tych zawodów. W turnieju zwyciężyła Szkocja, która pokonała wszystkich rywali i tym samym zdobyła Triple Crown oraz Wielkiego Szlema.
Zgodnie z ówczesnymi zasadami punktowania dropgol był warty cztery punkty, podwyższenie dwa, natomiast przyłożenie i pozostałe kopy trzy punkty.

## Mecze
| 1 stycznia 1925 | Francja      | 3:9(3:0) | Irlandia                                       | Stade Olympique Yves-du-Manoir, Colombes Widzów: 35 000 Sędzia: J. McGill |
| 1 stycznia 1925 | Ribère 3 (P) | 3:9(3:0) | Gardiner 3 (P) Stephenson 3 (P) Crawford 3 (K) | Stade Olympique Yves-du-Manoir, Colombes Widzów: 35 000 Sędzia: J. McGill |

| 17 stycznia 1925 | Anglia                                                               | 12:6 | Walia                    | Twickenham Stadium, Londyn Widzów: 35 000 Sędzia: Alfred Lawrie |
| 17 stycznia 1925 | Hamilton-Wickes 3 (P) Kittermaster 3 (P) Voyce 3 (P) Armstrong 3 (K) | 12:6 | James 3 (P) Thomas 3 (P) | Twickenham Stadium, Londyn Widzów: 35 000 Sędzia: Alfred Lawrie |

| 24 stycznia 1925 | Szkocja                                                        | 25:4(5:4) | Francja         | Inverleith, Edynburg Widzów: 20 000 Sędzia: E. Wheeler |
| 24 stycznia 1925 | Gillies 5 (P, pd) Smith 12 (4P) Wallace 6 (2P) Drysdale 2 (pd) | 25:4(5:4) | du Manoir 3 (P) | Inverleith, Edynburg Widzów: 20 000 Sędzia: E. Wheeler |

| 7 lutego 1925 | Walia                                                    | 14:24(0:18) | Szkocja                                          | St. Helens Ground, Swansea Widzów: 40 000 Sędzia: James Baxter |
| 7 lutego 1925 | Cornish 3 (P) Hopkins 3 (P) Jones 3 (P) Parker 5 (pd, K) | 14:24(0:18) | Smith 12 (4P) Wallace 6 (2P) Drysdale 6 (pd, dg) | St. Helens Ground, Swansea Widzów: 40 000 Sędzia: James Baxter |

| 14 lutego 1925 | Anglia           | 6:6(6:0) | Irlandia                      | Twickenham Stadium, Londyn Sędzia: Thomas Vile |
| 14 lutego 1925 | Smallwood 6 (2P) | 6:6(6:0) | Hewitt 3 (P) Stephenson 3 (P) | Twickenham Stadium, Londyn Sędzia: Thomas Vile |

| 28 lutego 1925 | Irlandia                            | 8:14(0:5) | Szkocja                                                                | Lansdowne Road, Dublin Sędzia: Albert Freethy |
| 28 lutego 1925 | Stephenson 3 (P) Crawford 5 (pd, K) | 8:14(0:5) | MacMyn 3 (P) Wallace 3 (P) Drysdale 2 (pd) Dykes 2 (pd) Waddell 4 (dg) | Lansdowne Road, Dublin Sędzia: Albert Freethy |

| 28 lutego 1925 | Walia                                    | 11:5(3:0) | Francja                             | Cardiff Arms Park, Cardiff Widzów: 28 000 Sędzia: R. Harland |
| 28 lutego 1925 | Delahay 3 (P) Finch 6 (2P) Parker 2 (pd) | 11:5(3:0) | de Laborderie 3 (P) Ducousso 2 (pd) | Cardiff Arms Park, Cardiff Widzów: 28 000 Sędzia: R. Harland |

| 14 marca 1925 | Irlandia                                                                   | 19:3(8:0) | Walia          | Ravenhill Stadium, Belfast Sędzia: James Baxter |
| 14 marca 1925 | Browne 3 (P) Millin 3 (P) G. Stephenson 10 (P, 2pd, K) H. Stephenson 3 (P) | 19:3(8:0) | Turnbull 3 (P) | Ravenhill Stadium, Belfast Sędzia: James Baxter |

| 21 marca 1925 | Szkocja                                                                  | 14:11(5:8) | Anglia                                                     | Murrayfield Stadium, Edynburg Widzów: 70 000 Sędzia: Albert Freethy |
| 21 marca 1925 | Nelson 3 (P) Wallace 3 (P) Drysdale 2 (pd) Gillies 2 (pd) Waddell 4 (dg) | 14:11(5:8) | Hamilton-Wickes 3 (P) Wakefield 3 (P) Luddington 5 (pd, K) | Murrayfield Stadium, Edynburg Widzów: 70 000 Sędzia: Albert Freethy |

| 13 kwietnia 1925 | Francja                                                   | 11:13(5:13) | Anglia                                                      | Stade Olympique Yves-du-Manoir, Colombes Widzów: 30 000 Sędzia: Albert Freethy |
| 13 kwietnia 1925 | Barthe 3 (P) Besson 3 (P) Cluchague 3 (P) Ducousso 2 (pd) | 11:13(5:13) | Hamilton-Wickes 3 (P) Wakefield 3 (P) Luddington 7 (2pd, G) | Stade Olympique Yves-du-Manoir, Colombes Widzów: 30 000 Sędzia: Albert Freethy |

## Inne nagrody
- Wielki Szlem –  Szkocja (po pokonaniu wszystkich rywali)
- Triple Crown –  Szkocja (po pokonaniu wszystkich rywali z Wysp Brytyjskich)
- Calcutta Cup –  Szkocja (po zwycięstwie nad Anglią)
- Drewniana łyżka –  Francja (za zajęcie ostatniego miejsca w turnieju)